# Andrea De Zordo
Andrea De Zordo (Faença) é um engenheiro italiano que atualmente ocupa o cargo de diretor técnico da equipe de Fórmula 1 da Haas.

## Carreira
De Zordo obteve mestrado em engenharia na Universidade de Bolonha. Em 2001, ele iniciou sua carreira profissional na Fórmula 1 conseguindo um emprego na equipe da Minardi. Três anos depois, em abril de 2004, ele mudou e começou a trabalhar na McLaren como engenheiro de projeto sênior.
Em abril de 2009, De Zordo ingressou na Scuderia Ferrari e trabalhou, entre outras funções, como chefe de projeto mecânico e vice-chefe de projeto. Em janeiro de 2021, ele se mudou para a Haas para ocupar o cargo de projetista-chefe da equipe estadunidense. Três anos depois, o então diretor técnico da Haas, Simone Resta, deixou a equipe e a Haas nomeou De Zordo como o substituto de Resta.